# Itako, Ibaraki
Itako (潮来市 Itako-shi) là một thành phố thuộc tỉnh Ibaraki, Nhật Bản.